# ایندیان اسپرینگز، شهرستان مندوسینو، کالیفرنیا
ایندیان اسپرینگز (به انگلیسی: Indian Springs) یک منطقهٔ مسکونی در ایالات متحده آمریکا است که در شهرستان مندوسینو، کالیفرنیا واقع شده‌است. ایندیان اسپرینگز ۳۶۵ متر بالاتر از سطح دریا واقع شده‌است.